# 莱布尔芬
莱布尔芬是德国巴伐利亚州的一个市镇。总面积78.41平方公里，总人口4051人，其中男性2034人，女性2017人（2011年12月31日），人口密度52人/平方公里。